# Madawaska (Maine)
Pour les articles homonymes, voir Madawaska (homonymie).

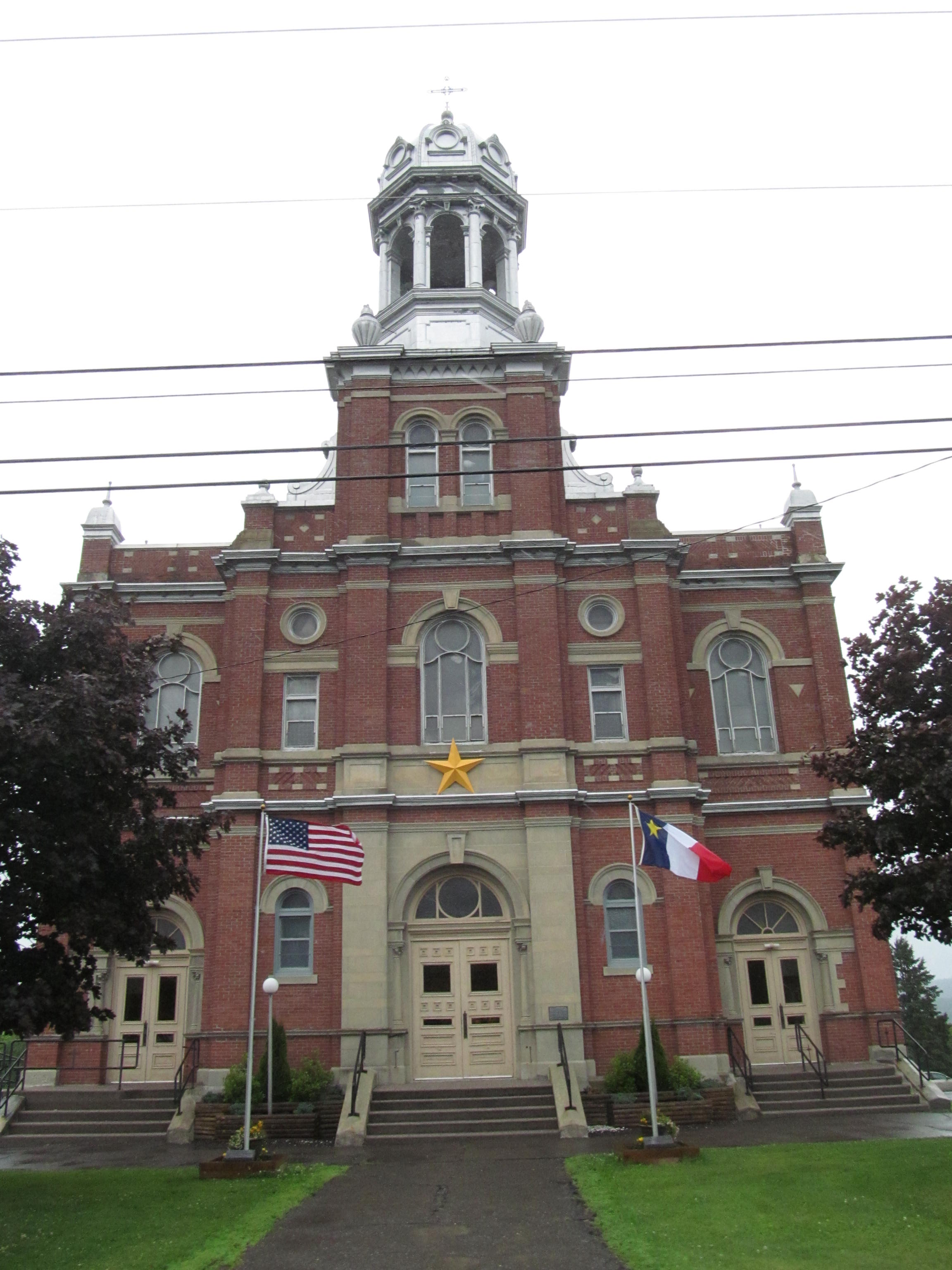
Drapeaux acadien et américain devant l'église Saint-David de Madawaska.

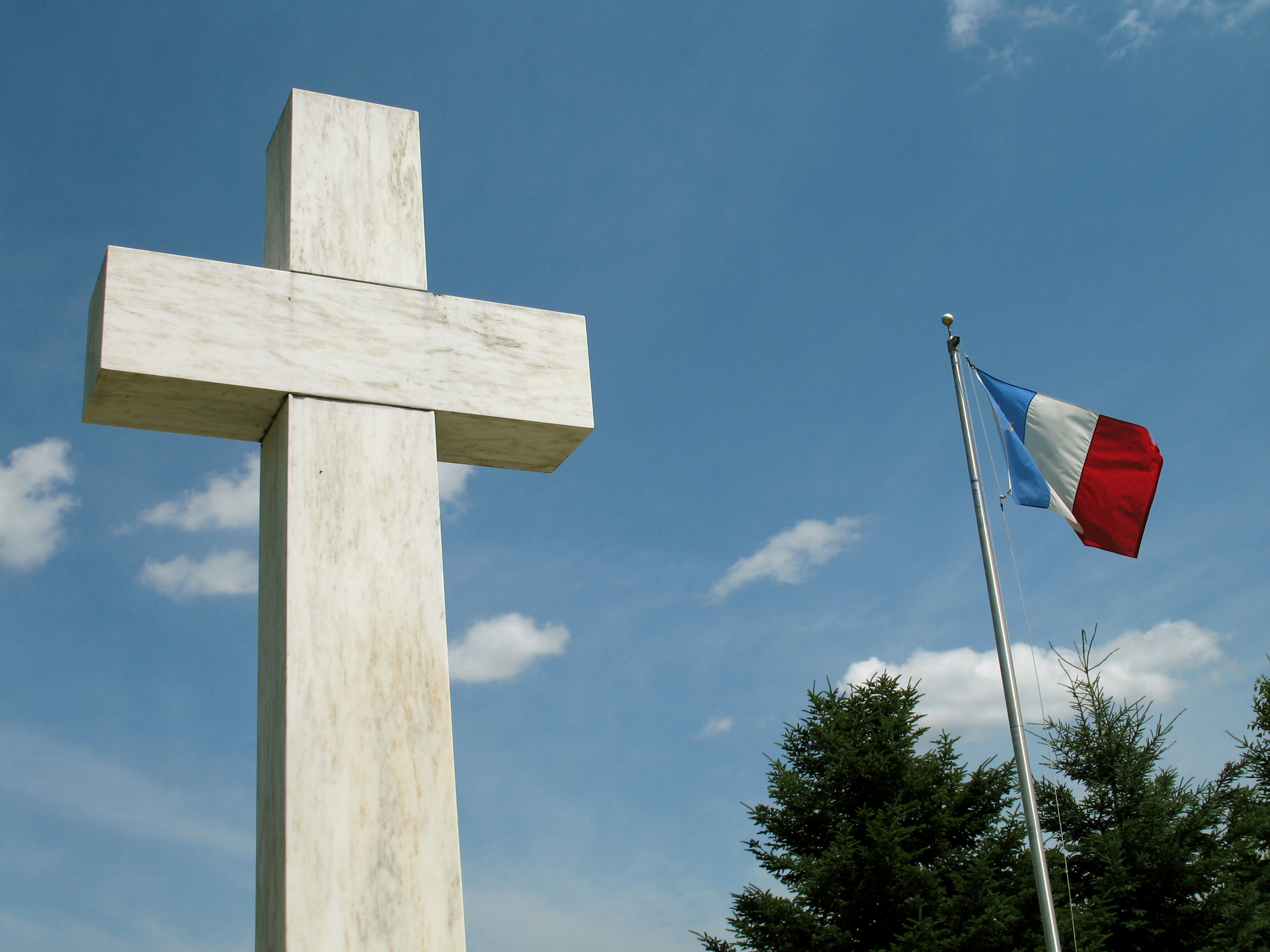
Lieu historique de la Croix acadienne (Acadian Landing Site) à Madawaska.

Madawaska est une ville acadienne de plus de 4 000 habitants située dans le nord-est de l’État américain du Maine. Le peuplement de Madawaska a commencé en 1785 lorsque les Acadiens du Nouveau-Brunswick fuyaient la déportation. L'économie de Madawaska est assurée par l'industrie des pâtes et papiers.

## Toponyme
Madawaska est un toponyme amérindien attribué à la nation des Wolastoqiyik (Malécites) qui vivaient à cet endroit avant l'arrivée des Européens.

## Géographie
Madawaska est la ville la plus au nord-est des États-Unis et de l'État du Maine. Elle est située dans la vallée du fleuve Saint-Jean. Elle fait partie du comté d'Aroostook dans l'État du Maine. Elle est également la ville la plus au nord de la région historique de la Nouvelle-Angleterre. Le fleuve Saint-Jean marque la frontière entre Madawaska et la ville canadienne d'Edmundston dans le comté de Madawaska au Nouveau-Brunswick. Ces deux villes sont reliées par le pont Edmundston-Madawaska. Madawaska est dépendante d'Edmundston commercialement. En fait, ces deux villes n'en constituent qu'une seule d'un point de vue économique. D'ailleurs, la même compagnie de pâtes et papiers opère des usines dans les deux villes et un pipeline relie ses bâtiments en passant la frontière internationale.
Le territoire de Madawaska est situé dans l'Acadie des Terres et Forêts.

## Histoire
Le territoire de Madawaska a commencé à être colonisé par des Acadiens qui fuyaient la basse vallée du fleuve Saint-Jean, au Nouveau-Brunswick, afin d'éviter la déportation, en 1785. Le site historique du peuplement acadien, Acadian Landing Site inscrit au Registre national des lieux historiques, témoigne de ce patrimoine acadien présent aux États-Unis. Le site est géré par le "Madawaska Historical Society" et le "Maine Acadian Culture" dans le cadre du partenariat avec le National Park Service qui gère également le Parc national d'Acadia et le Musée Culturel du Mont-Carmel.
Madawaska est l'une des localités organisatrices du Ve Congrès mondial acadien en 2014.
Le territoire autour de Madawaska fut le théâtre d'un conflit territorial entre le Royaume-Uni et les États-Unis en 1838/1839 pendant la guerre d'Aroostook et qui déboucha sur le traité Webster-Ashburton qui mit un terme au différend frontalier.

## Démographie
Madawaska a connu une décroissance démographique de 2,5 % en six ans.  Madawaska est la ville la plus francophone des États-Unis étant donné que 83,4 % de sa population le parle au domicile. L'âge médian de la population de Madawaska est de 44 ans. La ville comporte 2 362 logements dont 369 sont inoccupés. La valeur médiane des maisons unifamiliales est de 69 800 dollars américains.
Origine des habitants lors du recensement de la population en l'an 2000
| Pourcentage | Ancêtres           |
| ----------- | ------------------ |
| 47%         | Canadiens-français |
| 25%         | Français           |
| 13%         | Anglais            |
| 3%          | Acadiens/Cajuns    |
| 3%          | Autres Canadiens   |
| 9%          | Autres origines    |

## Économie
L'économie de Madawaska tourne principalement autour de l'industrie du papier. Elle est directement reliée à l'économie d'Edmundston étant donné que la même compagnie de pâtes et papiers gère des usines dans les deux villes.

## Vivre à Madawaska
De nombreux habitants passent la frontière pour aller à Edmundston car cette ville possède de nombreux commerces et services en français, dont un hôpital et un campus de l'Université de Moncton.

### Éducation
78,6 % de la population âgée de 25 ans et plus de Madawaska n'a que le diplôme d'études secondaires tandis que 12,3 % de cette population a au moins un baccalauréat.

### Culture
Chaque année, le 15 août, la population fête dans les rues de la ville de Madawaska, le grand Tintamarre lors de la fête nationale de l'Acadie. Pour l'évènement, la ville arbore dans ses rues, le drapeau acadien, sur les façades des maisons et dans les défilés carnavalesques et joyeux.

## Personnalités
- Patricia Cyr, Miss Maine 1975, qui fit aussi partie de la tournée Miss America USO.
- Sharon Pelletier, Miss Maine 1995;
- Clarence LeBlanc (Lewiston, 1944 - Palmdale, 1973), guitariste du groupe The Byrds;
- Roland LeBlanc (Madawaska, 1938 - ), musicien ;

## Architecture et monuments
Une croix a été érigée dans l'Acadian Landing Site, à l'endroit où les Acadiens chassés de la Nouvelle-Écosse ont débarqué de leur canoës en premier en fuyant la déportation des Acadiens. 
Un important festival acadien est organisé annuellement à Madawaska à la fin du mois de juin. Le territoire acadien dont fait partie Madawaska fut l'hôte du Congrès mondial acadien en 2014.

## Source
- (en) Cet article est partiellement ou en totalité issu de l’article de Wikipédia en anglais intitulé « Madawaska, Maine » (voir la liste des auteurs).